# Бајрићи (Цазин)
Бајрићи је насељено место у Босни и Херцеговини у граду Цазину. Административно припада Федерацији Босне и Херцеговине, односно њеном Унско-санском кантону. Према попису становништва из 2013. у насељу је било 402 становника, а већинску популацију чинили су Бошњаци.

## Становништво
По последњем службеном попису становништва из 2013. године у овом насељу живело је 402 становника, а село је било етнички хомогено са већинском бошњачком популацијом.
| Националност | 2013. | 1991.        | 1981.        | 1971.        |
| Бошњаци      | —     | 395 (97,77%) | 710 (98,61%) | 535 (98,35%) |
| Хрвати       | —     | 0            | 7 (0,97%)    | 0            |
| Срби         | —     | 0            | 1 (0,14%)    | 0            |
| Југословени  | —     | 9 (2,23%)    | 0            | 1 (0,18%)    |
| Македонци    | —     | 0            | 1 (0,14%)    | 0            |
| остали       | —     | 0            | 1 (0,14%)    | 8 (1,47%)    |
| Укупно       | 402   | 404          | 720          | 544          |